# Karl Brancsik

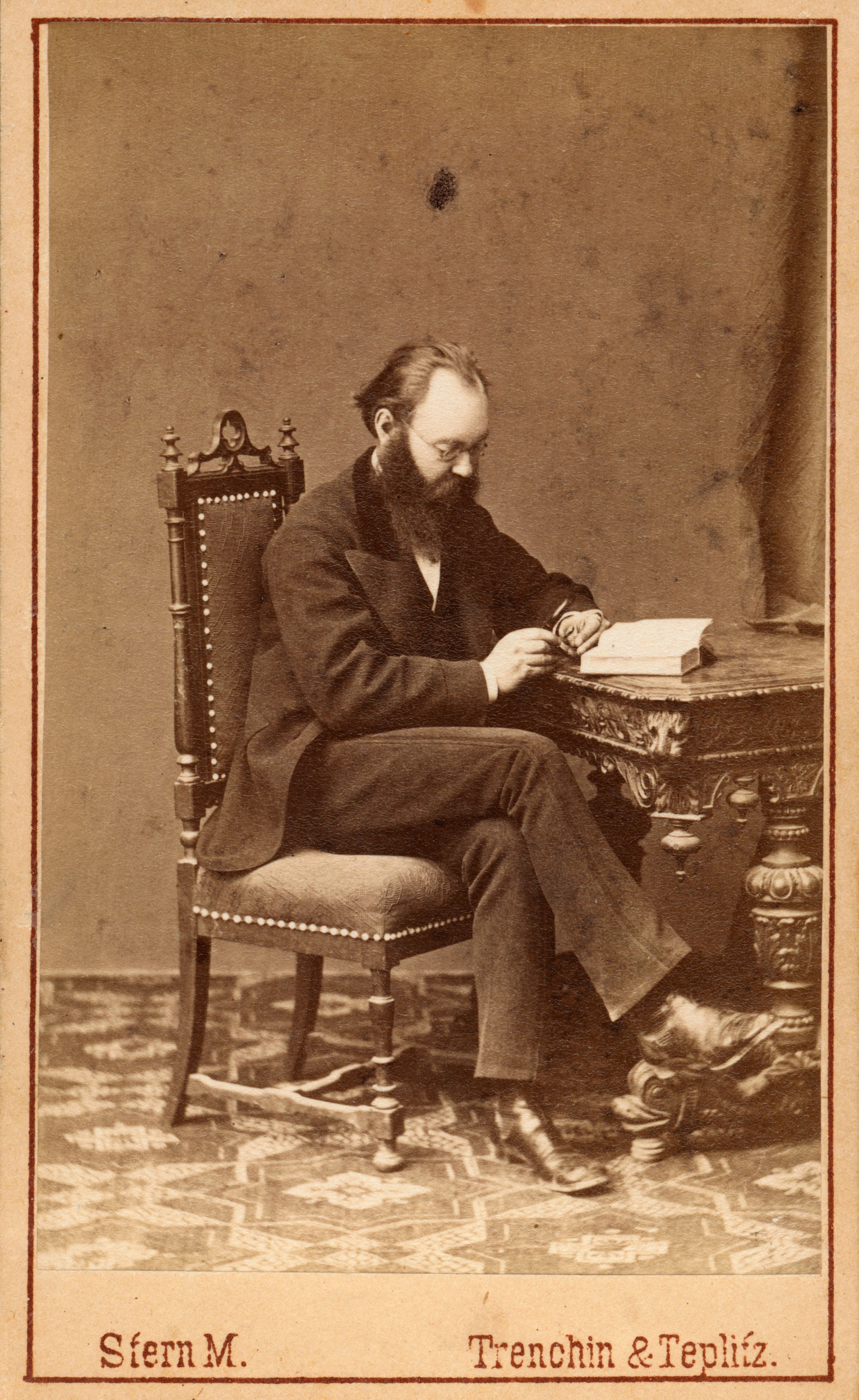
Karl Brancsik (1842–1915)

Karl Brancsik (* 13. März 1842 in Óbeszterce, Komitat Trentschin, Königreich Ungarn; † 18. November 1915 in Trencsén) war ein österreichisch-ungarischer Mediziner sowie Botaniker, Entomologe und Malakologe.

## Leben und Wirken
Brancsik war der Sohn eines Rentmeisters. Er war zunächst Schüler der Gymnasien in Teschen (Österreichisch-Schlesien) und Preßburg, bevor er im Jahre 1862 am Gymnasium Ödenburg die Reifeprüfung ablegte.

### Der Arzt
Er studierte anschließend Medizin an den Universitäten in Wien, Prag und Graz, im Jahre 1872 wurde er zum Doctor medicinae promoviert. Im gleichen Jahr wurde er Gemeindearzt in Beczko im Trentschiner Komitat, 1874 Trentschiner Bezirksarzt. Spätestens ab 1877 lebte er in Trentschin. Er wurde 1879 Komitats-Oberphysikus und empfing den Titel eines königlichen Rates.

### Der Naturforscher
Brancsik wurde schon als Schüler am Gymnasium in Teschen zum Umgang mit naturgeschichtlichen Themen angeregt. Sein Lehrer in Naturgeschichte, der Entomologe und Botaniker Oskar Zlik unternahm mit seinen Schülern zahlreiche Ausflüge in die nähere Umgebung. Brancsik begann dort eifrig Pflanzen zu sammeln, was er danach am Lyzeum in Preßburg und am Gymnasium in Ödenburg fortführte. Während seines Medizinstudiums in Prag lernte er mehrere Käfersammler kennen und begann selbst Käfer zusammenzutragen. In Graz konnte er im Jahre 1871, noch während seiner Studienzeit, durch seine eifrige Sammelleidenschaft und unter Zuhilfenahme der Sammelergebnisse einiger seiner Sammlerkollegen, die Käfer der Steiermark herausgeben. Dieses Werk ist ein kommentierter Katalog der Käfer der Steiermark in Österreich. Es beinhaltet rund 3470 Käferarten und Rassen und ist das bislang einzige Verzeichnis der Käfer dieses Gebietes.
Zu seinen Interessengebieten zählten neben Pflanzen und Käfern auch Schnecken und Heuschrecken, wie sich auch in seinen Sammlungsexemplaren und seinen Artbeschreibungen deutlich widerspiegelten. Brancsik nahm an verschiedenen zoologischen und botanischen Expeditionen teil, oft als Organisator in Ungarn, auf dem Balkan und auch in Österreich. Inzwischen hatte er von vielen Sammlern, namentlich Missionaren im Ausland, ein vielfältiges Insektenmaterial zur Bearbeitung erhalten. Durch vielfache Beziehungen stand er im Austausch mit 125 ausländischen Institutionen, weshalb er seine Sammlung stetig um Exemplare aus exotischen Ländern (zum Beispiel Neuguinea, Madagaskar, Afrika, Nordamerika und Australien) erweitern konnte. Ab dem Jahr 1878 beschäftigte sich Brancsik mit Hemipteren (Schnabelkerfe), ab 1891 auch mit Orthopteren (Heuschrecken). Im Jahre 1893 veröffentlichte er einen Bericht über zahlreiche Hautflügler-Arten (Hymenoptera) aus dem Trentschiner Komitat (historischer Verwaltungsbezirk um Trentschin im Königreich Ungarn, heute Trenčín in der Slowakei). Diese Ausgabe war das Ergebnis von zwei Jahren intensiver Sammlung. Allerdings hatte er die Fundorte der einzelnen Exemplare nicht aufgezeichnet, was heute jedoch üblich ist. Allein die Stechimmen-Teile (Aculeata) sind fünf Seiten lang. Ein Bericht über seine Insektensammlungen wurde 1908 im Jahresheft des naturwissenschaftlichen Vereines in Trencsén (Jahrgang 29/30, 1908, S. 1–20) veröffentlicht. Brancsik war ab 1909 ordentliches Mitglied der Deutschen Entomologischen Gesellschaft.

#### Die Insekten-Sammlungen
Brancsiks Heuschrecken-Sammlung enthielt über 1000 Arten, darunter 13 neue Gattungen sowie die Typen von 101 neuen Arten, die er selbst beschrieben hatte.
Die Schnabelkerfe-Sammlung beinhaltete 2000 Arten, darunter 7 neue Arten. Den Großteil des Schnabelkerfe-Materials erhielt Ernest Evald Bergroth, ein finnischer Amateur-Entomologe. Später gelangte Brancsiks Schnabelkerfe-Sammlung zusammen mit Bergroths Heuschrecken-Sammlung an das Naturwissenschaftliche Museum in Budapest.
Die Zweiflügler- (Dipteren) und Hautflügler-Sammlungen gingen als Schenkung an das Gymnasium in Kalocza. Brancsik selbst beschrieb zwei neue Hautflügler-Arten.
Seine Käfersammlung (Coleoptera) war sehr umfangreich, sie umfasste 150.000 Exemplare mit über 30.000 Arten. Ein großer Teil seiner Käfersammlung „Coleoptera der Welt“ wurde 1955 mit der Sammlung Eduard Knirsch vom Field Museum of Natural History in Chicago erworben, während sich die Blattkäfer (Chrysomelidae), die exotischen Bockkäfer (Cerambycidae) und Rüsselkäfer (Curculionidae) zunächst im Museum Georg Frey in Tutzing befanden, bevor Freys gesamte Museumssammlung 1986 an das Naturhistorische Museum in Basel verkauft wurde. Er beschrieb 123 Käferarten neu. All diese Arten, auch aus den anderen Insekten-Ordnungen, sind in seinen Berichten der Jahreshefte erwähnt.
Eine kleinere Sammlung Hautflügler, Käfer, Schmetterlinge und Wanzen gelangte an das Trenčíanske Museum Trenčín. Nur eine kleine Anzahl von Exemplaren wurde im Naturwissenschaftlichen Museum in Budapest gefunden.
Viele seiner Abhandlungen über Insekten versah Brancsik mit Bildtafeln, die er selbst zeichnete. Auch die Reise- und Expeditionsberichte weisen häufig seine eigenen Landschafts- und Ortsansichten auf.

#### Die Weichtier-Sammlungen
Neben Insekten sammelte Brancsik vor allem Weichtiere (Mollusken). Die Malakologie war sein zweites Hauptgebiet, und mit vielen Veröffentlichungen erwarb er sich internationales Ansehen. Von seinen etwa 100 veröffentlichten Artikeln waren 34 malakologischer Art, großteils wurden Schnecken (Gastropoda) behandelt. Im Jahre 1890 tätigte das Naturhistorische Museum in Wien einen ersten Ankauf von etwa 200 Serien von Schnecken aus Trencsin aus Brancsiks Sammlung.
Seine reichhaltige Sammlung umfasste 100.000 Mollusken, sie kam zum größten Teil an das Ungarische Nationalmuseum in Budapest. Nur ein sehr kleiner Teil wurde vom rumänischen „Chris Rivers Region Museum“ (Muzeul Tarii Crisurilor oder Cris Country Museum) in Oradea, nahe der Grenze zu Ungarn, erworben. Während der ungarischen Revolution 1956 wurde die umfangreiche Molluskensammlung des Nationalmuseums – einschließlich aller Typusexemplare – vollständig zerstört, die dort über 100 Jahre lang deponiert war. Daher können nur die Beschreibungen und Zeichnungen verwendet werden, um die Identität von Brancsiks neuer Weichtierarten zu bestimmen. Seine Abhandlungen fanden Beachtung in der wissenschaftlichen Literatur.
Er erforschte die Pflanzenwelt des Trentschiner Komitates und veröffentlichte mehrere Abhandlungen hierüber. Seine umfangreiche Sammlung, ein Herbarium mit 8000 Arten, enthält zudem etliche Exoten, die er von Kollegen im Tausch erhalten hatte. Sein Herbarium ging als Schenkung an das von ihm in Trencsén errichtete Museum.
Im Jahre 1878 wurde auf Brancsiks Anregung der Naturwissenschaftliche Verein des Trentschiner Komitates gegründet. Dessen Veröffentlichung, die Jahreshefte des Naturwissenschaftlichen Vereines des Trencsiner Comitates, redigierte er bis zu seinem Tode. Brancsik gründete 1913 das Museum in Trencsén, welches eine eigene Zeitschrift Berichte des Museumsvereines für das Comitat Trencsén herausgab, dessen erstes Heft im Jahre 1914 erschien.
Neben seinem Interesse an Naturgeschichte beschäftigte er sich auch mit Poesie, Malerei und Musik (als Komponist).

## Schriften (Auswahl)
- Die Käfer der Steiermark. Systematisch zusammengestellt. Paul Cieslar, Graz 1871 (PDF; 9,43 MB).
- Zwei neue deutsche Käfer. In: Deutsche Entomologische Zeitschrift (= Berliner Entomologische Zeitschrift und Deutsche Entomologische Zeitschrift in Vereinigung) – 18, 1874, S. 135–136 (PDF; 501 kB).
- Trencsén megye Hemipteráinak felsorolása. (deutsch: Liste der Hemipteren in der Gespannschaft Trenčin.) In: Jahrbuch der Gespanschaft Trenčín. 1878, Band 1, S. 29–33.
- Die Käfer des Trencsener Komitates. Trencsén vármegye tehelyröpüinek felsorolâsa. In: Jahresheft des Naturwissenschaftlichen Vereines des Trencséner Comitates. 2. Jahrgang 1879, S. 1–24.
- Zoologisch-botanische Wanderungen. In: Jahrbuch der Gespanschaft Trenčín. 1881, Band 4, S. 69–75;
Zoologisch-botanische Wanderungen (Fortsetzung). In: Jahrbuch der Gespanschaft Trenčín. 1883, Band 6, S. 59–66;
Zoologisch-botanische Wanderungen (Fortsetzung). In: Jahrbuch der Gespanschaft Trenčín. 1885, Band 8, S. 21–26.
- Mollusken des Balatonsees. Resultate der wissenschaftlichen Erforschung des Balatonsees. Band 2, Teil 1, Nr. 11, 1897.
- Resultate der Wissenschaftlichen Erforschung des Balatonsees. Herausgegeben von der Balatonsee-Commission der ungarischen geographischen Gesellschaft. Ed. Hölzel, Wien 1897 (PDF; 11 MB).
- Meine Insektensammlungen.  1. c.  S. 60–79.